# Kelsey Dickinson
Kelsey Joan Dickinson (* 30. Juli 1993 in Salt Lake City) ist eine US-amerikanische Biathletin und Langläuferin.

## Leben
Kelsey Dickinson wurde in Salt Lake City geboren und wuchs in Winthrop im US-Bundesstaat Washington auf. Nach ihrem Abschluss an der Liberty Bell Hight School im Jahr 2011 studierte sie Naturwissenschaften und Philosophie am College of St. Scholastica, wo sie 2018 ihren Abschluss machte.

## Werdegang
Mit fünf Jahren fuhr Kelsey Dickinson zum ersten Mal Ski. Bereits in der High School fing sie mit Biathlon an und nahm von da an auch an nationalen Langlaufrennen teil. 2014 wurde sie in die Entwicklungsmannschaft aufgenommen und nahm an den Junioren-Weltmeisterschaften und ersten Rennen im IBU-Cup teil. Zwischen 2015 und 2018 bestritt sie – mit Ausnahme der Auftaktrennen im norwegischen Sjusjøen – bis zum Abschluss ihres Studiums keine internationalen Wettkämpfe. 2018 stieg sie wieder in den IBU-Cup 2018/19 ein und bestritt mehrere Wettkämpfe, verfehlte jedoch meist die Punkteränge. Bei den Biathlon-Weltmeisterschaften 2019 in Minsk, dem Höhepunkt des Winters des IBU-Cups erreichte sie mit einem 60. Platz im Sprint ihr bestes Ergebnis. Im ersten Rennen des IBU-Cups 2019/20, dem Sprint in Sjusjøen, erreichte sie den zweiten Platz hinter Karoline Erdal und vor Maren Hammerschmidt. Bei widrigen Windbedingungen schoss Dickinson – wie auch die Deutsche Vanessa Voigt – nur zwei Fehler und damit besser als der Rest des Feldes und sicherte sich trotz mittelmäßiger Laufzeit die zweite Podiumsplatzierung im IBU-Cup seit dem zweiten Platz im Einzelwettkampf in Canmore durch Lanny Barnes im Februar 2012.